# Guido II di Dampierre
Guido II di Dampierre (1155 circa – 18 gennaio 1216) fu connestabile di Champagne, signore di Dampierre, dal 1175 circa e signore di Montluçon, dal 1202 e, per matrimonio, signore di Borbone, dal 1196, alla sua morte.

## Origine
Guido era figlio del connestabile di Champagne e signore di Dampierre, Guglielmo I di Dampierre e di Ermengarde de Mouchy, figlia di Dreux de Mouchy.
Guglielmo I di Dampierre era figlio del visconte di Troyes e signore di Dampierre, Guido I di Dampierre e di Helvide di Baudement (+1165), figlia di Andrea di Baudement.

## Biografia
Guido, dopo la morte del padre, Guglielmo, verso il 1175, gli succedette nel titolo di signore di Dampierre e gli fu conferita la carica di connestabile di Champagne, che era stata di suo padre.
Guido fu al servizio dei conti di Champagne, prima di Enrico di Blois-Champagne, detto il Liberale, poi dei figli, Enrico e Tebaldo ed infine della moglie di quest'ultimo, Bianca.
Nel 1189, al seguito di Enrico II di Champagne, partecipò alla terza crociata, nell'esercito francese del re, Filippo II Augusto, rimanendo in Terra Santa sin verso la fine del 1192 e partecipando alla cerimonia di incoronazione di Enrico II che aveva sposato la regina di Gerusalemme, Isabella d'Angiò.
Nel mese di giugno del 1196, Guido sposò la Signora di Borbone, Matilde I, divenendo signore di Borbone.
Nel 1202, il re di Francia, Filippo II Augusto, per la fedeltà di Guido II, concesse ai Signori di Borbone il feudo di Montluçon.
Nel 1210, Guido II, ricevette dal re Filippo II l'incarico di fare guerra al Conte d'Alvernia, Guido II, che, in tre anni, riuscì a conquistare ed una parte fu annessa alla signoria di Borbone; nel 1210, l'esercito reale al comando del Signore di Borbone, Guido II di Dampierre, invase la contea d'Alvernia, conquistandola; la conquista terminò nel mese di dicembre del 1213, con l'assedio e la caduta del castello di Tournoël, nei pressi di Riom, l'Alvernia era divenuta, per la quasi totalità, una proprietà del re di Francia.
Guido, fu ancora attivo nella signoria di Borbone negli anni seguenti: infatti viene citato in sei documenti (59B, 59C, 59D, 59F, 60 e 61A) dei Titres de la maison ducale de Bourbon, tome premier, inerenti a rapporti col re Filippo II Augusto, la contessa di Champagne, Bianca e i monaci di Souvigny.
Guido morì il 18 gennaio del 1216 e la sua vedova, Matilde, fu affiancata, nel governo della signoria di Borbone dal figlio maschio primogenito, Arcimbaldo, che in due documenti (65A e 65B) dei Titres de la maison ducale de Bourbon, tome premier, datati febbraio 1216, viene citato come signore di Borbone (sire di Bourbon).

## Matrimonio e discendenza
Guido nel 1196 aveva sposato Matilde di Borbone, che, sia secondo la Histoire du Bourbonnais et des Bourbons qui l'ont possédé, Volume 1, che gli Etude sur la chronologie des sires de Bourbon, Xe-XIIIe siecles, era figlia dell'erede della Signoria di Borbone, Arcimbaldo di Borbone il Giovane e della moglie, Alice di Borgogna. Guido da Matilde ebbe cinque figli:
- Arcimbaldo[14] (1189-1242), Signore di Borbone[15];
- Guglielmo (1196-1231), signore di Dampierre[16];
- Guido († 1275), che fondò il convento di Champaigue, a Souvigny[16];
- Filippa o Matilde († 1223), sposatasi nel 1205 con Guigues d'Albon († 1241), conte di Forez[16];
- Maria, sposatasi verso il 1210 con Hervé de Vierzon e poi nel 1220 con Enrico I di Sully[16].

### Fonti primarie
- (LA)  (FR)  Etude sur la chronologie des sires de Bourbon, Xe-XIIIe siecles.
- (LA)  (FR)  Titres de la maison ducale de Bourbon, tome premier
- (FR)  William of Tyre, Recueil des historiens des croisades. Historiens occidentaux..
- (FR)  Baluze, Histoire généalogique de la maison d'Auvergne, tome 1.

### Letteratura storiografica
- (FR)  Histoire du Bourbonnais et des Bourbons qui l'ont possédé, Volume 1.
- (FR)  R. Germain, Les sires de Bourbon et le pouvoir : de la seigneurie à la principauté,  Actes des congrès de la Société des historiens médiévistes de l'enseignement supérieur public. № 23, 1992, pp. 195–210.